# Elecciones municipales de Godoy Cruz de 2023
Las elecciones en Godoy Cruz de 2023 tendrán lugar el 24 de septiembre de dicho año, junto con las elecciones provinciales. En dicha elección se elegirán intendente municipal y la mitad de los concejales.
Las candidaturas oficiales se definieron en las elecciones primarias, abiertas, simultáneas y obligatorias (PASO) que tuvieron lugar el 11 de junio. El intendente en funciones, Tadeo García Zalazar, tiene mandato limitado, por lo que no pudo postularse en estas elecciones.

## Candidaturas

### Declaradas

#### La Unión Mendocina
- Andrea Blandini (Partido Justicialista).[3]
- Ana María Hernández.
- Gastón Pescarmona.
- Marcos Sánchez (Partido Demócrata).

#### Cambia Mendoza
- Diego Costarelli (Unión Cívica Radical), diputado provincial.[4]
- Oscar Sagás.

#### Elegí Mendoza
- Virtudes Della Santa (Partido Justicialista).
- Manuel Molina (Partido Justicialista).
- Ariel Poves (Partido Justicialista).
- Darío Sanfilippo (Partido Justicialista).

#### Partido Verde
- Marcelo Brescia (Partido Verde).

#### FIT-U
- Micaela Guaquinchay.
- Juan Ignacio Román.

### Descartadas
- Fabricio Cuaranta (Unión Cívica Radical), concejal.
- Diego Gareca (Unión Cívica Radical), secretario de cultura de Godoy Cruz.[5]
- Jorge Palero (Unión Cívica Radical).[3]
- Florencia Santoni (Unión Cívica Radical), directora de gestión social de Godoy Cruz.[5]
- Gabriela Testa (Unión Cívica Radical), senadora provincial.[5]

## Resultados

### Elecciones primarias
Las elecciones primarias, abiertas, simultáneas y obligatorias (PASO) tuvieron lugar el 11 de junio de 2023. Se presentaron trece precandidatos a la intendencia por cinco espacios políticos distintos. Para pasar a la elección general, era requisito sacar más del 3% de los votos, además de ganar la interna del partido al que se representa.
|  | 67,87 % |

|  | 48,54 % |

|  | 32,13 % |

|  | 63,19 % |

|  | 14,58 % |

|  | 30,07 % |

|  | 4,09 % |

|  | 2,66 % |

|  | 45,27 % |

|  | 11,17 % |

|  | 28,66 % |

|  | 16,47 % |

|  | 9,60 % |

|  | 5,43 % |

|  | 80,58 % |

|  | 4,51 % |

|  | 19,42 % |

|  | 84,22 % |

|  | 8,45 % |

|  | 6,92 % |

|  | 0,40 % |

|  | 65,84 % |

|  | 100 % |